# Serranía de San Jacinto
La serranía de San Jacinto, également appelée monts de María (espagnol : Montes de María), est une chaîne de montagnes située en Colombie.

## Géographie
Répartie entre les départements de Sucre et Bolívar, près de la mer des Caraïbes, elle est la continuation septentrionale de la serranía de San Jerónimo.
L'altitude de la serranía de San Jacinto ne dépasse pas 1 000 mètres et culmine aux cerros de La Pita, La Cansona et Maco. Ses hauteurs sont utilisées pour la pose d'antennes de radio.
La région est composée de 15 municipalités : 8 du département de Sucre et 7 du département de Bolívar. Ce sont Morroa, Los Palmitos, San Antonio de Palmito, Chalán, Ovejas, San Onofre, Colosó et Toluviejo pour Sucre et El Carmen de Bolívar, Zambrano, El Guamo, Maria La Baja, Córdoba, San Jacinto et San Juan Nepomuceno pour Bolívar.

## Histoire
Durant l'époque précolombienne, la serranía était appelée « sierra de One », et était largement peuplée par divers groupes indigènes, notamment les zenús du groupe finzenú. Ils y entretenaient des temples païens qui survécurent quelques années à la colonisation espagnole.
Théâtre de luttes paysannes historiques, la région est désormais en proie à la violence des groupes paramilitaires, comme les Águilas Negras. 

## Économie
Dans les monts de María naissent de nombreux ruisseaux et rivières qui sont utilisées pour la construction des systèmes d'irrigation et même pour la production d'électricité à petite échelle. Le barrage de Matuya alimente le système d'irrigation de plusieurs milliers d'hectares de riz dans la municipalité de Maria La Baja.
Cette zone est globalement consacrée à l'agriculture de subsistance et à la culture du tabac.